# 摆浪河
摆浪河，位于中华人民共和国甘肃省西部河西走廊地区的一条河流，为黑河左岸支流，上游也称山水河，发源于肃南裕固族自治县大河乡西岭村以南祁连山天涝池北麓的鹿角沟，蜿蜒向北流经摆浪河水库，于高台县新坝镇曙光村二湾以南进入高台县境内，于头湾以北出山口，向北流经新坝镇后转东北流，经新坝镇元山子村及骆驼城镇等地，消失于张掖盆地，最后出露成泉汇入黑河。山口以下多为戈壁滩和农业灌溉渠，基本无下泄地表水。河长120千米，上游集水面积211平方千米，年均径流量0.41亿立方米。
2020年肃南县公布的规模以上河流河道管理范围划定成果中摆浪河肃南段全长26.4公里。